# Correbia
Correbia is een geslacht van vlinders van de familie spinneruilen (Erebidae), uit de onderfamilie Arctiinae.

## Soorten
- C. affinis Druce, 1884
- C. agnonides Druce, 1884
- C. bricenoi Rothschild, 1912
- C. elongata Rothschild
- C. euryptera Dognin, 1916
- C. felderi Rothschild, 1912
- C. flavata Druce, 1909
- C. fulvescens Dognin, 1913
- C. lycoides Walker, 1854
- C. meridionalis Rothschild, 1912
- C. minima Druce, 1905
- C. negrona Draudt, 1917
- C. oberthueri Hampson, 1898
- C. obscura Schaus, 1905
- C. obtusa Druce, 1884
- C. punctigera Gaede, 1926
- C. raca Druce, 1896
- C. rufescens Rothschild, 1912
- C. semitransversa Schaus, 1911
- C. tristitia Kaye, 1911
- C. undulata Druce, 1884